# Assemblée nationale législative (Révolution française)
Pour les articles homonymes, voir Assemblée nationale législative, Assemblée législative et Assemblée nationale française (homonymie).
L’Assemblée nationale législative — première représentation nationale française de « type moderne »  — élue entre le 29 août et le 5 septembre 1791, par suffrage censitaire exclusivement masculin, se réunit dans la salle du Manège du jardin des Tuileries le 1er octobre 1791, après la révision puis la promulgation de la première Constitution dite « Constitution de 1791 ». Le Corps législatif a la charge de mettre en œuvre cette Constitution dans une société qui, loin de se trouver dans une situation stabilisée, est en pleine mutation.
Tous les élus sont nouveaux, une disposition ayant rendu inéligibles à la première législative les députés sortant de la Constituante.
Pour les classes aisées qui l’ont élue, elle doit achever l’affermissement de la monarchie constitutionnelle, patiemment mise en place par l’Assemblée constituante depuis 1789, et mettre un terme à la Révolution. Cependant, dès le début, l'Assemblée législative se trouve traversée par deux courants opposés, nés de la scission des jacobins, constitués, d’une part, par la bourgeoisie modérée et la noblesse constitutionnelle, représentés par les feuillants, proches du roi, pour qui la Révolution a atteint son but et est achevée, et de l’autre, par les avancés, souvent démocrates, dont la confiance dans le roi et la cour est nulle, représentés par les nouveaux députés inscrits aux jacobins qui trouvent que celle-ci, n’ayant pas atteint tous ses objectifs, doit se poursuivre,.
Cette Assemblée, constituée en grande majorité par des monarchistes constitutionnels convaincus et sincères — même si le Centre, le plus nombreux, se méfie de la cour — affronte la famille royale attachée à l’ancien ordre des choses et qui s’appuie sur les monarchies étrangères.
Ainsi, tout autant desservie par une Constitution inadaptée à la situation, que par les innombrables difficultés soulevées, et non résolues, par leurs prédécesseurs, cette brève expérience d’une monarchie limitée, qui dure moins d’un an, s’achève le 20 septembre 1792,.

## Événements préalables et contexte

### Constitution de 1791 après Varennes
L’Assemblée constituante s’achève sur la volonté affirmée par ses députés de terminer la Révolution. Son objectif essentiel, depuis août 1789, a été la mise en place d’un régime fidèle aux principes exprimés dans la Déclaration des droits de l’homme ainsi que de « trouver un compromis » qui sauvegarde une partie des anciens pouvoirs royaux et assure aux « notables » la réalité du pouvoir politique.
Ce régime, suivant la conception de l’époque, ne pouvait être qu’une monarchie constitutionnelle,. Celui-ci, établi par la Constitution de 1791, est conçu, pour une part, sur la séparation des pouvoirs suivant les idées de Montesquieu, et pour l’autre, sur la souveraineté populaire, ainsi que sur la suprématie du pouvoir législatif suivant les idées de Rousseau. La nouvelle constitution se partage donc entre un pouvoir exécutif, représenté par le roi, et un pouvoir législatif, représenté par l’Assemblée nationale.

#### Pouvoir exécutif après la révision constitutionnelle de septembre 1791
La monarchie, comme mode d'organisation du pouvoir exécutif, commence à être contestée après Varennes. Dès son retour, le 25 juin, le roi est suspendu et ses prérogatives abrogées ; absous par les décrets des 15 et 16 juillet 1791, il est rétabli sur son trône. En conséquence, le roi peut — après une révision préalable de la Constitution, à la suite d’un accord conclu entre la droite modérée et les Feuillants ainsi que son l’adoption par l’Assemblée constituante le 3 septembre — l’accepter le 13 septembre, puis prêter serment de fidélité à la Nation et à la Loi le lendemain. À cette occasion le pouvoir royal a été renforcé, mais, sur l’essentiel, le fonctionnement administratif décentralisé demeure inchangé.
Toutefois, la méfiance des constituants envers le roi les amène à en restreindre la portée,. Mais, si l’autorité directe du roi est limitée, son rôle reste cependant important ; il demeure ainsi la clé de voûte de l’édifice constitutionnel : s’il n’est plus « roi de France par la grâce de Dieu » il devient le « roi des Français par la grâce de Dieu et la loi constitutionnelle de l’État » – ce nouveau titre suppose un chef et non un maître – à qui il doit prêter serment, et tient son autorité de la nation qu’il représente. Sa personne demeure « inviolable et sacrée » et il reçoit un traitement sous le nom de « liste civile ». La succession au trône est héréditaire par ordre de primogéniture et la loi salique en exclut les femmes.
Louis XVI possède aussi le titre de représentant de la Nation. Il nomme et révoque les six ministres qui, non solidaires, ne sont responsables que devant lui et doivent être choisis hors de l’Assemblée. Le roi procède aussi aux plus hautes nominations : ainsi, s’il n’a plus le « droit de guerre », il reste le chef des armées et de la marine dont il nomme une forte proportion de chefs,, et l’Assemblée, ne peut déclencher les hostilités, la conclusion de la paix ou signer des traités, que si le roi vient à le lui demander.
Il dirige la diplomatie et procède aussi aux nominations des ambassadeurs, ou des hauts fonctionnaires. Le monarque peut aussi annuler les actes des administrations des départements et peut, pour ces dernières particularités, faire appel à la force afin de rétablir l’ordre en cas de troubles, mais il doit, dans ces circonstances, le signaler à l’Assemblée. Enfin il dispose, pour agir sur le processus législatif, du droit de veto qui se trouve sous son autorité directe ; cependant, ce veto est suspensif, c’est-à-dire qu’il ne peut être opposé à un décret que pendant les deux législatures suivantes. Toutefois, ce droit ne peut s’appliquer ni aux lois constitutionnelles, ni aux lois de finances, ni aux délibérations qui concernent la responsabilité des ministres.
Le roi, irresponsable devant les assemblées, doit faire approuver chaque décret par ses ministres, qui les contresignent – ces derniers sont ainsi responsables devant une Haute Cour des infractions commises contre la souveraineté nationale et la Constitution, mais aussi, des attentats à la propriété ainsi qu’à la liberté des individus – mais cette obligation lui ôte tout pouvoir de décision propre en le plaçant sous la dépendance de son conseil, qui lui-même dépend de l’Assemblée. Si le roi est inviolable, il n’est plus protégé dans le cas où, à la tête d’une armée, il s’attaque à la nation, ou s’il ne s’oppose pas à une telle entreprise faite en son nom, ou enfin, s’il s’enfuit du royaume. Le roi dispose de réels moyens d’influence, mais la décision finale revient au pouvoir législatif.

#### Fonction législative
Le pouvoir législatif, interprète de la nation, se trouve être le premier pouvoir de l’État. Celui-ci est confié à une Assemblée unique élue, pour une législature de deux ans, au suffrage censitaire à deux degrés : l’Assemblée législative. Constituée par 745 députés, ses pouvoirs sont importants et elle domine la royauté. Cette deuxième Assemblée de la Révolution a l’initiative des lois et vote, après trois lectures, les décrets que le roi, par sa sanction, transforme en loi.
La constitution lui attribue le vote exclusif du budget, les décisions pour la guerre et la paix, ainsi que le droit d’adresser des proclamations au peuple,. Elle contrôle la politique étrangère par son comité diplomatique et vote le contingent militaire ; l’Assemblée fixe aussi le lieu de ses séances, indique la durée de ses sessions, organise ses débats et ses comités, elle est permanente et siège de plein droit sans convocation royale. Indépendante du roi, celui-ci ne peut ni la dissoudre ni la disperser.
Lors de l’élaboration de la Constitution les législateurs Constituants ont aussi veillé à la séparation des pouvoirs exécutif et législatif. Ainsi, pour ruiner toutes tentatives d’entente, chacune des deux autorités est privée, en principe, des moyens d’établir entre elles des liens plus ou moins étroits. D’autre part, la subordination excessive du pouvoir exécutif qui n’a aucun moyen de faire observer les prérogatives qui lui sont légalement dévolues face à un pouvoir législatif déjà hypertrophié, ne cessant d’accroître les siennes, entraînera le système élaboré en 1791 vers un lent glissement qui conduira à l’effacement du premier au profit du second,.

### La Révolution et L’Europe

#### Situation avant Varennes
Dès le début de la Révolution, le développement des idées nouvelles inquiète les monarchies européennes qui comprennent que les fondements de 1789 détiennent en eux-mêmes un rayonnement suffisamment important pour saper leur pouvoir absolu, car, par sa spécificité, la Révolution française véhicule le projet d’un bouleversement radical de la stabilité sociale européenne. Cependant, malgré leur hostilité, les réactions sont diverses mais, dans l’ensemble, les souverains des anciennes monarchies conservent leur calme à l'égard de la France dont les problèmes, même s’ils ne s’en désintéressent pas, passent au second plan de leurs préoccupations ; ainsi, du côté européen, il n’existe pas de réelle menace de guerre.
La France a d’ailleurs, dès août 1790, dénoncé les anciennes alliances ; un an après, l’Assemblée constituante décrète que « la nation française ne fera jamais la guerre dans le but de procéder à des conquêtes ». Pour certains États comme l’Angleterre, qui sort d’une guerre avec l’Espagne, cette situation est avantageuse : une France en pleine désorganisation ne peut que faciliter son commerce et le frère de Marie-Antoinette, l’empereur d’Autriche, n’assiste pas sans plaisir à l’affaiblissement de Louis XVI. Toutefois, à cause du partage polonais, un rapprochement s’est amorcé entre la Prusse et l’Autriche ; le 11 juin 1791, pour cette raison, une entrevue est décidée à Pillnitz.

#### Conséquence de Varennes: la déclaration de Pillnitz (août 1791)
Mais, entretemps, a eu lieu la fuite de Louis XVI, qui, après avoir averti Léopold II de son projet d’évasion, l’incite à menacer la Révolution, l’obligeant, de ce fait, à s’investir dans les affaires françaises en signant, le 27 août 1791, la déclaration de Pillnitz. Cette déclaration d’intention, qui ne s’accompagne d’aucune mesure précise, se borne seulement à désigner le danger qui menace le trône de Louis XVI en invitant les autres souverains à joindre leurs forces aux leurs : « alors et dans ce cas », ils passeraient à l’action, après accord d’autres puissances européennes.
Léopold II, chef désigné de la coalition, favorable aux réformes constitutionnelles entreprises par les Feuillants, se trouve complètement rassuré par ceux-ci, mais laisse néanmoins publier cette déclaration — faite autant pour répondre à l’inquiétude des têtes couronnées d’Europe que pour intimider les Jacobins tout en laissant les princes émigrés interpréter la déclaration comme un ultimatum,. Connue en France dès septembre, cette publication révolte les patriotes qui y voient une ingérence étrangère dans les affaires françaises. Ce texte sera l’une des causes principales de la guerre que déclarera l’Assemblée législative le 20 avril 1792.

### Affaiblissement de l’idée monarchique (juin-septembre 1791)

#### Monarchie et monarchistes constitutionnels après Varennes
La fuite de Varennes a atteint profondément l’image de la fonction royale mais aussi la personne du roi. Avec la naissance des idées républicaines qui ont suivi cette équipée, les modérés comprennent qu’un échec politique entraînerait l’écroulement de tout l’édifice constitutionnel fondé par la Constituante depuis 1789, basé sur un régime monarchique, et qu’ils se doivent d’être solidaires de la monarchie menacée. Toutefois, pour sauver le régime, une modification constitutionnelle ne suffit pas : encore faut-il absolument y faire adhérer le roi, pièce maîtresse du système et détenteur du pouvoir exécutif, pour l’heure suspendu.
C’est dans ce but que le député constitutionnel Barnave appuyé par ses confrères, Lameth et Duport, acceptent, à partir de juillet 1791, une correspondance que suscite la reine — qui durera jusqu’en janvier suivant — pour amener la famille royale à accepter sans restriction la Constitution. La reine, pendant un temps, paraît adhérer à leur vue mais il s’avère que seuls les triumvirs sont sincères et que Marie-Antoinette leur ment en jouant double-jeu ; il s’agit, comme elle l’écrit à Mercy-Argenteau : « … de les endormir et de leur donner confiance en nous, pour mieux les déjouer après… » . Le roi, qui au fond de lui-même n’a jamais admis la monarchie constitutionnelle n’acceptera, en définitive, cette Constitution que contraint et forcé : désormais, pour lui, même s’il ne pense pas encore à la guerre, le salut vient de l’étranger,.

### Éclatement de la gauche

#### Scission des Jacobins et massacre du Champ-de-Mars (16-17 juillet 1791)
À la suite de la pétition du Champ-de-Mars, demandant le remplacement du roi, les modérés, majoritaires aux Jacobins, décident, le 16 juillet 1791, de rompre avec le club des amis de la Constitution pour fonder celui des Feuillants dont ils prennent le nom. Cependant, en interdisant leur club aux citoyens passifs, les Feuillants abandonnent aux Jacobins la marque démocratique et populaire.
Après la Fusillade du Champ-de-Mars, qui survient le lendemain (17 juillet), et la répression qui la suit, les Feuillants paraissent maîtriser la France et on ne parle plus de République. Ces deux évènements — conséquence directe de la fuite du roi — semblent, dans un premier temps, favoriser la politique des Feuillants. Mais, si la scission du 16 juillet divise définitivement le mouvement Jacobin, la fusillade du lendemain crée une rupture durable entre les jacobins démocrates révolutionnaires et ceux de la bourgeoisie libérale.
À la suite de la scission, le club des Jacobins, déserté par la plupart des députés, devient presque inexistant mais se trouve très vite énergiquement relancé par quelques députés, tels Robespierre, Buzot ou Pétion. Ainsi, dès septembre, non seulement la reconquête du terrain perdu est comblée mais la « société-mère » représente, avec un réseau de clubs tissés dans tout le pays, un contre-pouvoir permanent que les modérés inquiets tenteront, sans y parvenir, de limiter afin de restreindre leur audience. En fait, le succès du club est complet et son ampleur se développera encore, avec le débat sur la guerre opposant Brissot et Robespierre au printemps suivant. Une révolution se termine donc avec la loi constitutionnelle alors qu’une autre prend son essor à partir des clubs et des places publiques,.

### Conflit avec la papauté (1790-1791)

#### Question religieuse
Ce sont les impératifs financiers qui forcèrent l’Assemblée constituante à s'intéresser au problème que posait la religion. Les dispositifs, que les députés ont été amenés à insérer dans la Constitution de 1791, pour réformer l’Église de France, ont divisé le pays bien plus profondément que les problèmes politiques, économiques ou sociaux. Ces mesures, mal acceptées par une partie du clergé et de la France catholique, seront à l’origine des prises de position de l’Assemblée législative contre l’Église romaine et les prêtres réfractaires,.
Le schisme  — consécutif à la non-acceptation, les 10 mars et 13 avril 1791, par le pape Pie VI à la Constitution civile du clergé et son opposition aux principes de 1789 — divise l’Église de France en deux communautés :
- l’Église constitutionnelle reconnue, salariée par l’État, dont les membres ont prêté serment de fidélité « à la Nation, à la Loi et au Roi » et jurent de « maintenir de tout leur pouvoir la Constitution » (dans laquelle la Constitution civile du clergé est incluse)[59],[60] ;
- l’Église romaine fidèle au pape, dont les prêtres refusent de reconnaître la Constitution civile et, rebelles au serment, sont appelés les « prêtres réfractaires » ou « insermentés » ou « non assermentés »[59],[note 16].

Cette crise religieuse, en provoquant le divorce de la Révolution et de la tradition catholique, va fournir à la contre-révolution, la « piétaille qui lui manquait » ; elle contribuera durablement — avec les menées des contre-révolutionnaires, que soutiennent de l’extérieur les princes émigrés — à l’agitation en France pendant toute la durée de la Révolution ; c’est aussi une des causes de la fuite du roi le 20 juin 1791,.

#### Annexion des États pontificaux de France
Le Saint-Siège n’est pas seulement attaqué à travers l’Église de France mais aussi dans ses propres états. En effet, dès mars 1791, le pape s’est plaint des troubles qu’entretiennent les révolutionnaires français dans ses possessions d’Avignon et du Comtat Venaissin. L’affaire n’est pas récente car, dès le début de la Révolution, un parti patriote s’est formé dans les États pontificaux et a demandé leur rattachement à la France. Les constituants ne voulant pas alourdir le litige avec Rome refusent la « conquête ». Cependant, le 24 mai 1790, une majorité d’élus du Comtat, constitués en assemblée représentative, abolit le régime féodal et adopte la Constitution française.
La création de clubs dans les communes, en faveur du rattachement à la France, accélère le processus et favorise les affrontements qui font de nombreuses victimes entre « papistes » et « patriotes ». Le 13 septembre 1791, après une kyrielle de péripéties, l’Assemblée constituante décrète la réunion des États d’Avignon et du Comtat à la France conformément aux vœux émis par l’assemblée électorale d’Avignon. Cette annexion n’apaise pas les querelles locales dont les affrontements provoquent encore une multitude de victimes. Cependant, en annexant ces États les constituants ont transgressé la déclaration du 22 mai 1790 sur le droit aux conquêtes et ont ouvert un contentieux avec les princes européens.

### D’une Assemblée à l’autre

#### Fin de la Constituante
Lorsque, le 30 septembre 1791, l’Assemblée constituante se retire du pouvoir, aux cris de « Vive le Roi ! Vive la Nation ! », l’œuvre de reconstruction de la France qu’elle a entamée est énorme. En effet, pendant la période où elle s’est trouvée aux Affaires (1789-1791) celle-ci a dû se débattre, avec plus ou moins de succès, contre des difficultés sans nombre touchant autant l’économie que le social, le religieux ou le politique.
Ainsi les Constituants, après avoir solennellement restauré la monarchie, pensent avoir rétabli l’union et la concorde au sein de la nation, croyant avoir scellé l'alliance entre la royauté et la bourgeoisie censitaire, contre la réaction aristocratique et contre la poussée populaire, ceci pouvant leur laisser augurer la fin de la Révolution.
Or, il n’en est rien ; contrairement à ce qu’ils croient, la nation ne s’identifie pas avec la bourgeoisie. La fusillade du Champ-de-Mars et surtout le schisme religieux, divisent plus que jamais les Français ainsi que toute l’Europe, où le succès de la Révolution française a ranimé et suscité des vocations révolutionnaires. Désormais, le Vieux continent se trouve divisé en deux grands partis : celui de la Révolution et celui de la contre-révolution. Ces problèmes de tous ordres se trouvent donc pour la plupart bien loin d’être résolus quand, le 1er octobre suivant, l’Assemblée législative ouvre sa première cession. Ceux-ci entraîneront de nombreux conflits au sein de la nouvelle législature, mais feront des dix mois que dure la législative les moments les plus intenses et les plus essentiels de toute cette période.

## Assemblée législative

### Caractéristiques et trajectoire sommaire
Cette première Assemblée, élue pour deux ans – jamais réunie en France au terme d’une procédure constitutionnelle – de « type moderne », porte en elle, malgré le caractère peu démocratique du suffrage censitaire, tous les espoirs du Tiers état et, avec la mise en place d’un régime constitutionnel, beaucoup voient en elle la fin de la Révolution.
Toutefois, l’Assemblée accomplit pleinement, non sans secousses, du 1er octobre 1791 au 10 août 1792, ce pour quoi elle a été élue ; elle dut s’exercer à la cohabitation avec le roi en s’appuyant sur une Constitution qui n’avait, entre autres, rien prévu pour régler les désaccords entre les différents pouvoirs. Après la chute de la monarchie elle tentera de survivre jusqu’à la réunion de la Convention nationale le 21 septembre 1792.
Son parcours peut, approximativement, se décomposer en trois périodes :
- Du 1er octobre à mars 1792, où la presque totalité du Corps législatif fait confiance au roi ainsi qu’à son attachement au nouveau régime, après qu’il a juré fidélité à la Constitution. Elle cherche un accommodement avec lui sur la base d’une sincère défense de la Révolution[78].
- De mars à août 1792, où, le roi bloquant, par ses vetos successifs, les décrets du corps législatif[note 21] persuade le Centre de sa complicité avec les Cours étrangères ; dès lors, avec l’arrestation du ministre des Affaires étrangères Delessart, les Jacobins, qui espèrent avoir le soutien de l’Assemblée, obligent le roi à nommer un ministère patriote. La guerre et les défaites qui s’ensuivent font perdre toute la confiance qu’une partie de l’Assemblée portait encore à la monarchie. Ces évènements provoquent la journée du 10 août obligeant l’Assemblée à suspendre le roi[78].
- Du 11 août au 21 septembre, où l’Assemblée devient le centre unique du pouvoir légal concurrencé par la Commune insurrectionnelle de Paris constituée lors de la journée du 10 août[78].

### Élection de l’Assemblée législative
Par le décret du 16 mai 1791, la Constituante a voté l’inéligibilité de ses membres, en conséquence, les élections qui se déroulent entre le 29 août et le 5 septembre 1791 voient l’émergence d'hommes nouveaux. Ces nouveaux élus auront en charge la mise en œuvre de la Constitution de 1791 tout juste achevée. Le mode de scrutin retenu pour cette première consultation est le suffrage censitaire à deux degrés d’élection.
Ce choix, aggravé après la fuite du roi lors de la révision constitutionnelle qui s’ensuivit, divise les citoyens en deux catégories :
- les « citoyens actifs », qui payant le cens, sont éligibles, peuvent voter et sont les seuls à pouvoir participer à la vie politique[81],
- les « citoyens passifs », plus pauvres, qui ne le payant pas sont exclus des scrutins. Ils jouissent des seuls droits civils, c’est-à-dire à la protection de leur personne, de leur propriété et de leur liberté[82].

Cependant, il s’avère que le nombre de citoyens qu’élimine le cens reste faible ; de ce fait, le rôle joué par ce suffrage se trouve peu démobilisateur en lui-même et demeure, malgré tout, assez démocratique avec un électorat infiniment plus large qu’en Angleterre,. Pourtant, l’élection de cette première Assemblée, au terme d’une procédure constitutionnelle, mobilise peu et ne rassemble pas les 4 300 000 citoyens « actifs » qui ont le droit de vote. Les conséquences en sont un taux d’abstention anormalement élevé — par rapport à ceux qu’a connus la Révolution à ses débuts — variant de 60 % à 75 % suivant les régions ainsi qu’entre villes et campagnes,. À Paris, le taux de participation n’excède pas 10 %.

### Composition de l’Assemblée

#### Forces en présence
Formés aux idées du siècle des Lumières, ces hommes nouveaux, généralement issus de la bourgeoisie, sont aisés, plutôt jeunes et expérimentés, la plupart ayant fait leur apprentissage politique dans les assemblées communales ou départementales ; ils manquent cependant d’expérience pour les « grandes affaires ». Politiquement, par rapport à la Constituante, un net glissement à gauche s’est amorcé, ainsi, l’opposition à la Révolution n’existe plus dans l’Assemblée et les privilégiés ont presque entièrement disparu.
Forte de 745 députés, l’Assemblée nationale législative se trouve donc constituée par :
- Une Droite modérée, à laquelle la droite absolutiste a cédé la place, représentée par environ 260 membres inscrits au club des Feuillants. Ce sont des partisans sincères de la monarchie constitutionnelle, opposés à toute remise en cause de l’ordre établi en 1791[88],[89].
- Un Centre, ou Indépendants appelés aussi « Constitutionnels », avec 345 députés non inscrits aux clubs, mais très attachés à la Révolution, représente le groupe le plus important à cette Assemblée[90].
- Une Gauche, représentée par 136 membres inscrits généralement au club des Jacobins, pour la plupart de futurs Girondins. D’autres élus se signalent par une option démocratique plus prononcée tels Robert Lindet, Carnot ou Couthon ; quelques-uns fréquentent le club des Cordeliers, comme Chabot, Basire et Merlin : ceux-là, plus « avancés », forment « l’extrême gauche »[89].

Néanmoins, si l’influence de ces derniers sur l’Assemblée est quasi nulle, leur ascendant sur les clubs ainsi que sur les sociétés populaires est indéniable et à Paris, ce sont les clubs et les salons qui propagent les opinions du Corps législatif, concourant ainsi à accentuer les luttes politiques.
Mais aucun de ces groupes, qui ne sont pas des « partis politiques » au sens moderne du terme, ne possède de ligne politique limpide tant leur instabilité est grande et les itinéraires individuels rendent toute classification difficile.
D’autre part, il se trouve qu’un certain nombre, de députés de l’Assemblée précédente, pour la plupart retirés de la vie politique nationale, continuent à jouer un rôle réel en emplissant les administrations — notamment départementales et judiciaires — ce qui leur redonne de fait un pouvoir qu’ils ont perdu de droit.

### Politique aventureuse d’une Assemblée et d’un gouvernement très divisés

#### Partie droite («les brissotins»)
Majoritairement démocrate, sinon républicaine,, cette deuxième génération de révolutionnaires, que l’on appelle « brissotins », « rolandins », « buzotins » — du nom tiré des hommes au cours des différentes périodes du groupe — plus connus par le terme « Girondins », — en l’occurrence un groupe en formation qui va rapidement prendre corps — dominés par une vingtaine d’avocats de Bordeaux représentée par Vergniaud, le plus âgé d’entre eux, et du Midi, comme Isnard, se regroupant autour du journaliste Brissot et du philosophe Condorcet. Ces hommes, favorables à l’expansion de l’idée de liberté en Europe, cherchent avant tout à s’assurer que le roi, en qui ils n’ont aucune confiance, ne trahisse pas la Révolution. Pour l’obliger à prendre parti ils poussent à la guerre ; mais en général, en ce début de législature, la partie gauche veut démasquer et frapper tous les traîtres, que ce soit le roi, les réfractaires ou les émigrés.
Pour mener leur politique, ils exigent que la Révolution opte pour une attitude ferme face aux monarchies absolutistes européennes, afin qu’elles cessent d’encourager les résistances à ses lois, et veulent obliger les princes allemands possessionnés, vassaux de l’Autriche, à donner un gage de leur neutralité en désarmant les émigrés qui s’agitent aux frontières. Dans un premier temps, en cas de refus, ils préconisent une guerre limitée, mais qu’ils souhaitent, dans une deuxième période, voir se généraliser à toute l’Europe par l’intervention de l’empereur d’Autriche. Ils espèrent aussi pouvoir, par cette solution, redresser une situation intérieure en constante dégradation.

#### Parti de gouvernement: les Feuillants
Les Feuillants, conformément à la Constitution qu’ils ont désirée, prônent une politique de collaboration avec la Cour. Parti de l’ordre après Varennes et adversaires de l’Ancien Régime comme de la démocratie, ils demeurent le soutien essentiel et sincère de la monarchie constitutionnelle ainsi que de la prééminence bourgeoise. Bien que minoritaires, avec des chefs hors de l’Assemblée, ils sont « aux Affaires » et conseillent le roi. Ce sont des révolutionnaires modérés représentant une bourgeoisie aisée et une noblesse aux idées avancées qui profitent du soutien et des suffrages d’un Centre , souvent indécis, mais modéré et attaché comme eux à la Révolution. Ils demeurent, dans leur ensemble, opposés à la politique anticléricale de la partie gauche de l'Assemblée.
Néanmoins, ils sont affaiblis et divisés en deux tendances, dont l’une — à cause du caractère belliciste du parti « fayettiste », partisan du général — se trouve, comme la Gauche, favorable à une guerre limitée, et l’autre, les «laméthistes » — proches du triumvirat Barnave, Duport, Lameth — sont opposés à la guerre comme à toute autre secousse qui pourrait relancer la Révolution. Ainsi — conséquence de Varennes et de Pillnitz — la bourgeoisie révolutionnaire, qui avait réussi à garder son unité durant toute la Constituante, ne cesse de se diviser.
Pourtant, les Feuillants, maîtres des derniers mois de la Constituante, ont désiré à tout prix la fin de la Révolution, pensant pour asseoir définitivement la monarchie, pouvoir poursuivre la politique de leurs prédécesseurs. Mais, dès octobre, avec la nouvelle Assemblée, le climat politique a changé, évoluant en faveur de la gauche ; ainsi, les royalistes modérés, quoique bien représentés, se trouvent dès le début de la législature réduits à la défensive : la gauche jacobine a porté d’entrée de jeu la question sur les ennemis de la Révolution que sont les prêtres réfractaires et les émigrés, dont ces derniers, commandés par les frères du roi, font ressurgir la question de la monarchie que les Feuillants croyaient avoir réglée après Varennes.
Les suites de Varennes et du Champ-de-Mars ont aussi entraîné l’émergence des sans-culottes en tant que force politique structurée. Ainsi, autant par la pratique, parfois violente sur le terrain, (urbain ou rural) que par deux conceptions différentes de la vision sociétale, se forme une division des patriotes en deux camps opposés : les Jacobins contre les Feuillants. Ces derniers comptent faire respecter l’ordre social, alors que les premiers veulent une Révolution régénérée.

#### Centre
Le Centre, ou Indépendants, ou Constitutionnels, et que l’on commence aussi à appeler la « Plaine » ou le « Marais », représente la majorité des députés. Sans homme marquant comme sans opinion précise, il demeure passif par nature ; cependant, marqués par Varennes et Pillnitz, ces « centristes » restent très méfiants à l’égard du roi. Durant toute la législature, l’enjeu politique va consister pour les deux autres groupes — la droite constitutionnelle et la gauche jacobine — à attirer dans leur camp la masse de ces députés. L’histoire de l’Assemblée législative peut se définir comme l’affrontement des deux minorités par majorité interposée.

#### Le Roi (la Cour)
La Cour n’a jamais accepté la monarchie constitutionnelle, et regrette son ancienne grandeur. Louis XVI, qui n’attend rien de la Constitution, déteste les députés et renvoie dos à dos Feuillants et Jacobins. Mais, si la Reine comme le Roi n’ont jamais cessé, depuis Varennes, de solliciter l’aide de l’empereur d’Autriche, c’est pour abroger la Constitution « qui fait le malheur de tout le royaume », et réclament un congrès armé qui en imposerait aux Français.
À cette date (3 décembre 1791) le roi est très hésitant à l’idée d’un conflit armé dont il mesure les dangers encourus et n’a pas encore pris le parti de la guerre mais n’en continue pas moins à trahir son serment en sollicitant l’aide des monarchies européennes. Toutefois, dans ces premières semaines du début de la législative, la très grande majorité des députés et du peuple français croit à la sincérité du roi ainsi qu’à son attachement au nouveau régime et se trouve prête à lui renouveler sa confiance,.

### Divergences entre générations de révolutionnaires

#### Fracture entre nouveaux et anciens élus
En interdisant, par le décret du 16 mai 1791, aux sortants de se représenter pour cette première élection législative, les Constituants ont ouvert les portes de l’Assemblée à un nouveau personnel dirigeant n’ayant jamais exercé de responsabilités au niveau national. Ces derniers, ayant déjà oublié la prodigieuse improbabilité de l’événement dont ils sont les héritiers, analysent la rupture révolutionnaire de 1789 comme un événement quasi naturel largement indépendant de leurs prédécesseurs Constituants.
Or, les Feuillants, dominateurs en ces derniers mois de la Constituante, ont voulu absolument terminer la Révolution mais, par le renouvellement du Corps législatif, ne se trouvent plus maîtres de l’héritage transmis, d’autant que les législateurs auxquels ils le lèguent ne connaissent rien des luttes dont il a été le prix depuis trois ans. Ainsi, si la Révolution est finie, que reste-t-il à faire pour leurs successeurs ?
De ce fait, la plupart des nouveaux élus n’aiment pas l’idée qu’au moment où ils se trouvent placés sur la plus grande scène publique de l’époque, le programme à conduire leur soit dicté d’avance par leurs prédécesseurs — qui demeurent à leurs yeux suspects et complices, autant pour les compromis constitutionnels qu’ils ont passés avec le roi dès 1789, que pour avoir laissé, peu à peu, regagner du terrain au tandem aristocrato-monarchique — se retrouvant ainsi condamnés à n’être que des continuateurs. En fait, dès les premiers mois de la législative, le nouveau personnel politique cherche à s’affirmer contre ceux qui l’ont précédé en repoussant leur prétention d’avoir accompli, à eux seuls, toute la Révolution.

#### Affirmation de l’Assemblée législative sur ses prédécesseurs
Le 5 octobre 1791, à la suite d’une remarque péremptoire de Couthon, ayant trait au cérémonial sur le protocole, les échanges et les visites du roi, l’Assemblée affirme d’emblée sa prééminence et le caractère unique de son pouvoir sur l’exécutif, en ramenant Louis XVI à son rôle de « fonctionnaire du peuple », détruisant ainsi symboliquement tout le travail effectué par Barnave et ses amis durant l’été de 1791 pour redorer la fonction royale et rétablir l’équilibre entre les pouvoirs énoncés par la Constitution.
En conséquence, pour achever de s’affirmer, l’Assemblée organise son travail en systématisant l’institution de comités formés en son sein — alors que cela n’avait été, pour la Constituante, que le produit des circonstances. À cette fin elle crée :
- Vingt-trois comités, destinés à contrôler chacun un secteur déterminé de l’appareil gouvernemental, pour afficher sa volonté de chapeauter les ministres Feuillants afin d’avoir l’œil en permanence sur le roi.
- Un Comité diplomatique — dans ce qui constitue par excellence le privilège du pouvoir exécutif que sont les Affaires étrangères. Constitué dès le 25 octobre 1791, ce Comité, formé de 18 membres ainsi que de 6 suppléants[123], devient vite le « principal foyer » de la Législative[119].

Dans la radicalisation collective des nouveaux députés par rapport à leurs prédécesseurs, il reste encore parmi eux l’idée que tout n’est pas encore accompli. Ainsi, dès le début de la Législative, pour les nouveaux élus, il ne s’agit pas de se limiter à la mise en œuvre des textes des Constituants, mais d’oser quelque chose que ces derniers n’ont pas encore accompli. Ceux-ci, en cherchant avec leur mot d’ordre « la Révolution est finie » à s’en approprier le cours et en mettant autant d’obstacles pour éviter toute révision constitutionnelle, ont imprudemment lancé leurs successeurs dans la course à la surenchère.

### L’Assemblée et la guerre

#### Contexte
La France, qui a déclaré la paix au monde en mai 1790, vit dans la crainte permanente d’un conflit depuis le début de la Révolution et les rumeurs de guerre contre l’Europe contre-révolutionnaire, qui dominent le premier semestre de la Législative, ne datent pas de ces derniers mois de 1791. D'ailleurs, à cette occasion, n’a-t-on pas cru à l’intervention de l’empereur lors de la fuite à Varennes et n’a-t-on pas commencé à faire appel aux volontaires ?
Cependant, les principes que la France s’est donnée avec l’annexion, par la Constituante finissante, d’Avignon et du Comtat Venaissin, jusque-là possessions pontificales, répandent des alarmes dans toutes les Cours d’Europe et bouleversent le droit international, rendant difficile du même coup le maintien d’une paix établie non sur la volonté des populations mais sur celle des princes absolutistes de l’ancienne Europe.
À l’intérieur, l’Assemblée législative, déjà en proie à des difficultés économiques et sociales — qui jalonneront tout le cours de la Révolution —, dès son arrivée « aux Affaires », doit faire face au clergé réfractaire qui s’agite dans tout le pays en entraînant une partie des masses catholiques dans la contre-révolution et à l’extérieur à la noblesse émigrée, qui a fui la France, en concentrant à Coblence, près des frontières, des troupes sur le territoire de l’électeur de Trèves et d’autres princes possessionnés d'Alsace. Mais, à cette période, la France n’est nullement menacée par des puissances étrangères.

#### Pression du «parti de la guerre»

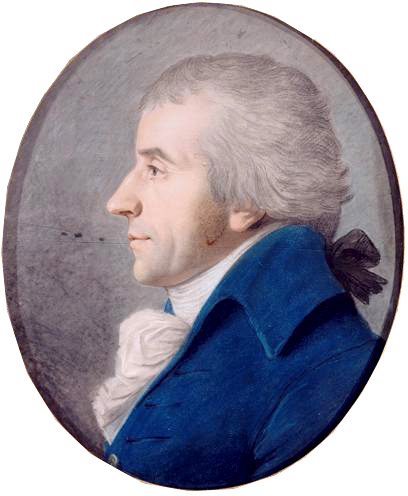
Jacques Pierre Brissot,
peinture de Fouquet, Versailles, châteaux de Versailles et de Trianon, 1792.

Malgré cet environnement relativement calme de relations internationales, l’évolution du climat politique en faveur de la partie gauche de l’Assemblée, favorisée par l’incapacité et l’inexpérience des Feuillants, permet, le 20 octobre 1791, à Jacques-Pierre Brissot, de prendre l’initiative en prononçant un discours passionné favorable à la guerre où l'élu Jacobin — relayé le 25 suivant par le député de la Gironde Pierre Vergniaud — dépeint l’Europe prête à fondre sur la Révolution, tout en dénonçant les émigrés comme un péril immédiat dont les chefs, soutenus par les puissances étrangères, doivent être abattus.
En fait, Brissot souffle le chaud et le froid car, d’une part, il représente l’Europe dressée contre la Révolution, et de l’autre, minore les risques d’un conflit. Ce faisant, il fait progresser l’idée de la guerre, mais d’une guerre sans risque. Dans cette lutte, il regroupe autour de lui non seulement une bonne partie d’une opinion publique et des Jacobins, très sensibilisés après Pillnitz par l’ingérence de l’Autriche dans les affaires françaises, mais aussi de députés élus de la Gironde et du Midi. Ceux-ci vont devenir rapidement le groupe le plus actif et le plus influent de la Législative, désigné plus tard sous le nom de Girondins.
Sous leur pression, l’Assemblée, hésitante, se montre davantage à l’écoute de l’opinion, inquiète de rumeurs plus ou moins bien fondées, en faisant preuve de plus d’efficacité contre les ennemis de la Révolution que pour les mesures à prendre sur le plan économique et social ; ainsi, subjugué par la fougue des brissotins, le corps électoral vote quatre importants décrets pour lutter contre les ennemis de l’intérieur et de l’extérieur :
- Celui du 31 octobre 1791 somme le Comte de Provence de revenir en France, son refus entraînant la perte de ses éventuels droits au trône[134].
- Celui du 9 novembre, dirigé directement contre les émigrés, exige que ceux-ci reviennent en France dans un délai de deux mois, faute de quoi leurs propriétés seront confisquées au profit de la nation[135].
- Ceux du 29 novembre exigent, pour le premier : un nouveau serment civique des prêtres réfractaires, sous peine de se voir, en cas de troubles, déporter hors de leur domicile par les administrations locales et, pour le second, demande au roi, de sommer l’électeur de Trèves de dissoudre l’armée des émigrés[136].

Cependant, contre l’avis du ministère Feuillants, Louis XVI met son veto aux décrets qui frappent les émigrés (11 novembre) et les prêtres réfractaires, (19 décembre) se prêtant ainsi aux attaques des Jacobins qui le considèrent, dès lors, comme un allié objectif des émigrés et des contre-révolutionnaires. Toutefois, le roi invite ses frères à rentrer et accepte de sanctionner l’électeur de Trèves vassal de l’empereur d’Autriche.
Mais, si Léopold II, plutôt pacifique, ne désirant pas de conflit, répond favorablement à l’injonction de Louis XVI, à Paris, les sans-culottes croyant que les émigrés, poussés par les Autrichiens et les prussiens, s’apprêtent à déferler sur la France, veulent prendre les devants. De ce fait, si le conflit est écarté il demeure toujours possible.

### Essor et pouvoir des clubs sous la Législative
Les clubs, formés pour la plupart au tout début de la Révolution par des initiatives privées, n’ont aucune attribution officielle. Après Varennes, ils représentent presque tous l’opposition démocratique et influent, très sensiblement avec les assemblées de section, sur la marche des évènements. Pour l’Assemblée Constituante, puis pour la Législative, ces « lieux d’éducation politique » ne doivent exercer aucune pression sur les autorités constituées. Cependant, dans les villes, ces assemblées malgré les attaques dont elles font l’objet, grâce à leur dynamisme, ne cessent de se renforcer et deviennent vite incontournables,.
Le plus connu, celui des Amis de la Constitution, tient ses séances dans l’ancien couvent des Jacobins dont il prend le nom. Celui-ci, après la scission de juillet 1791, a reconquis dès le début de 1792, tout le terrain perdu et les grands affrontements oratoires entre Brissot et Robespierre, sur les débats pour la guerre, avec leur spectaculaire succès d’opinion, en symbolise la vitalité. Mais, c’est au club des Cordeliers, très à la pointe des combats révolutionnaires, comme à l’ensemble des sociétés fraternelles, que se prépare pour l’essentiel, l’insurrection d’août 1792, sans pour autant en affecter les Jacobins qui tiennent une place prépondérante.
En province, dans les grandes villes, la dictature de ces « grands clubs » n’est pas contestée et les administrations locales s’effacent souvent devant ces pouvoirs parallèles. À Paris, dès le départ, l’Assemblée législative se trouve en concurrence avec ces pouvoirs officieux, auxquels sont affiliés de nombreux députés. Beaucoup d’anciens constituants, de tous bords, écartés de la Législative de leur propre initiative ou par le décret du 16 mai 1791, feront pression, au travers de ces clubs, sur les orientations politiques.

### La Constitution à l’épreuve
Pour l’Assemblée législative, une des principales difficultés — conséquence de Varennes et de la fusillade du Champ-de-Mars — tournera, jusqu’à la journée du 10 août, autour de la question constitutionnelle. Le veto suspensif, attribué au roi par la Constitution, gênant le Corps législatif dans son désir de lutter contre les émigrés et les prêtres réfractaires, est très mal accepté par la plupart des Jacobins, des sociétés populaires et en province par les départements.
Dès le 25 novembre 1791, soit quelques semaines après sa promulgation, la Constitution est attaquée à l’Assemblée au travers de la personne du roi accusé de vouloir, avec ses veto, soutenir les ennemis de la Révolution. Pour ces raisons, un député propose d’en appeler aux assemblées primaires en cas d’urgence, en vue ajourner le veto royal ; ce projet, non retenu par le Corps législatif, mais soutenu par l’extrême gauche et les tribunes, n’empêche pas, le 11 janvier suivant, Robespierre, de la tribune des Jacobins, de dénoncer la résistance que Louis XVI oppose en faveur des prêtres insermentés contre le décret de la représentation nationale et de stigmatiser l’Assemblée « qui n’a pas déclaré le veto contraire au salut du peuple et à la Constitution ».
La Constitution se trouve donc, dès le début, remise en cause ; les veto successifs de Louis XVI, et ceux dont il usera en juin 1792 contre trois importants décrets destinés à fortifier la défense de la France, alors en guerre, démontrent que le pouvoir exécutif et le pouvoir législatif ne peuvent pas collaborer et en bloquent la bonne marche. De ce fait, le projet de Barnave et des Feuillants d’en finir avec la Révolution, voire de la stabiliser, en établissant de bons rapports entre les deux pouvoirs, se révèle vite inconciliable. Ainsi, l’Assemblée nationale ne pourra que constater, après le 10 août, la faillite de la Constitution de 1791 et en appeler à la promulgation d’une nouvelle.

### Déclaration de guerre

#### «Glissement» du roi et division des Feuillants
L’Assemblée législative subissant l’ascendant des députés Jacobins désireux de faire la guerre à l’empereur, tant dans l’intention de forcer Louis XVI et la Cour à choisir leur camp que pour consolider et exporter la Révolution,, a conduit le souverain à modifier sa position ; Vienne n’ayant pas retenu le congrès des puissances qu’il réclame depuis l’automne, il s’agit pour lui de sauver son trône gravement compromis aux yeux de l’opinion patriote. Ainsi, Louis XVI, suivant l’exemple des révolutionnaires, se range du côté de la guerre, dans la secrète espérance d’une victoire ennemie. Dorénavant, après cette évolution royale, le parti de la guerre se trouve aussi à la Cour et, dès lors, le roi ne s’économisera pas pour provoquer le conflit,.
Après le Roi, la politique belliciste préconisée par la partie Gauche de l’Assemblée trouve encore un allié inattendu en la personne de Lafayette qui, désavoué par la Cour, n’a pas pu se faire élire maire de Paris, celle-ci lui ayant préféré un Jacobin : Jérôme Pétion. Le général, — contrairement à la partie « laméthiste » des Feuillants, qui voit dans la guerre la pire des solutions, c’est-à-dire la remise en cause de l’ordre établi après Varennes — espère qu’une guerre limitée et victorieuse, tout en renforçant sa position, le mettra dans une situation de force pour en imposer au roi et à l’Assemblée. Désormais, hors et dans l’Assemblée, une majorité, pour des raisons politiques et des intérêts contradictoires, est acquise à la guerre.
Toutefois, pour la Cour comme pour les révolutionnaires modérés, la guerre doit servir à disqualifier les sans-culottes et les Jacobins ; pour la première, dans le but de retrouver son ancienne grandeur, et pour les seconds, d’imposer un pouvoir militaire. Le Corps législatif dans son ensemble espère se débarrasser, par la même occasion, des ennemis intérieurs, aristocrates et « Noirs », qui n’ont pas encore émigré.

#### Opposants à la guerre et ministère patriote du 15 mars 1792
À l’Assemblée, la vigueur déployée par les députés Girondins contre les émigrés, les prêtres réfractaires, ainsi que leurs efforts pour promouvoir la guerre, les oppose aux Feuillants partisans de la paix (laméthistes) et ce bellicisme qu’ils déploient leur aliène Robespierre qui, depuis le club des Jacobins, leur livre depuis trois mois, appuyé par un petit noyau d’opposants, une lutte acharnée pour éviter la guerre.
Cette opposition — qui laissera des traces entre le groupe des Montagnards, encore peu étoffé, et les Girondins, tout juste constitués, — permet à celui-ci de s’imposer comme le chef incontesté de l’avant-garde révolutionnaire mais le laisse isolé au sein de son groupe car la partie militante de Paris, les sections, les sociétés populaires, les Jacobins, mais aussi les journaux influents comme ceux de Marat et de Desmoulins, voient dans la guerre les moyens de briser le « complot aristocratique » et de relancer la Révolution.
Début mars 1792, la politique d’intimidation provocante adoptée par l’Autriche heurte la susceptibilité patriotique des Français, en indisposant même les élus Feuillants. De la sorte, à l’Assemblée, elle ne fait que resserrer les liens des partisans et des adversaires de la guerre, transformant la cause des Girondins en cause nationale.
Le 9 mars, le roi renvoie Narbonne, le ministre de la guerre proche de Lafayette et des Girondins. Ces derniers, en représailles, font accuser et arrêter Delessart, le ministre des Affaires étrangères en exercice,, provoquant du même coup la chute du ministère Feuillant que le roi avait constitué au début de la législature. Le 15 mars suivant, ils forment, avec l’accord du roi, un ministère Jacobin et patriote essentiellement girondin. Le renvoi des ministres modérés constitutionnels, choisi par le roi au début de la législature, marque l’échec de la politique des Feuillants. La principale conséquence sera l'acceptation par le roi, le 4 avril 1792, de sanctionner les décrets coloniaux du 24 et du 28 mars relatifs à l'égalité des droits des hommes de couleurs libres avec les Blancs ; décrets que Brissot, d'autres députés girondins et du côté gauche avaient mis de longs mois à faire accepter à leurs collègues de l'Assemblée nationale.   

#### L’Assemblée ouvre les hostilités (20 avril 1792)
La mort inattendue, le 1er mars suivant, de l’empereur d’Autriche Léopold II, augmente le risque d’un conflit, car son fils et successeur, François Ier, hostile à toute discussion, voit dans la Révolution l’ennemi à abattre. Le 25 mars 1792, l’ultimatum remis par la France à l’Autriche, pour faire disperser les rassemblements d’émigrés en Rhénanie est repoussé : dès lors la guerre est inévitable.
Le 20 avril 1792, L’Assemblée législative et Louis XVI déclarent la guerre au « roi de Bohême et de Hongrie ». La presque totalité des députés vote la guerre mais uniquement contre l’Autriche. Seulement 7 votes sur 750 sont négatifs.

### Éloignement de l’exécutif et du législatif

#### Défaites, divisions, péril intérieur et extérieur
Si médiocres soient-elles les premières offensives françaises sur la frontière nord-est se soldent par des échecs, apportant un désaveu cinglant à l’enthousiasme outrancier ayant suivi la déclaration de guerre. Les troupes reculent puis se débandent, la panique s’installe, des régiments s’enfuient à la seule vue des troupes autrichiennes et des corps entiers passent à l’ennemi.
La guerre n’a pas réussi à accomplir l’unité des révolutionnaires et la partie gauche de l’Assemblée, représentée par les Girondins, est attaquée par l’extrême gauche démocrate. Ainsi, les premières défaites, qui ne manquent pas de réjouir les contre-révolutionnaires, deviennent une source de tensions multiples alourdissant le climat, déjà très dégradé, entre les différentes tendances : à nouveau le club des Jacobins se déchire et les désaccords de la classe révolutionnaire éclatent aussi dans la presse. Avec les premières défaites, des divisions sont apparues au sein du gouvernement patriote et l’unanimité qui prévalait au début du ministère n’existe plus.
Pour tous ceux qui se sont lancés dans le conflit, sûrs de la supériorité morale d’un peuple libre, se renforce la certitude que ce qui se passe n’est pas ordinaire et que la guerre doit se mener autant à l’intérieur qu’à l’extérieur ; ainsi, dans ces circonstances, pour ces hommes, chaque défaite devient alors le produit d’une conspiration ou d’une trahison. Le 20 mai 1792, une épreuve de force s’engage entre l’Assemblée et la monarchie à propos d’un « Comité autrichien », dirigé par la Reine. Ce comité, dominant les Tuileries, fomenterait un complot, en s’entendant avec Vienne, pour déchirer la Constitution et préparer la guerre civile. De ce fait, la Cour, les aristocrates et les prêtres réfractaires sont tour à tour dénoncés à l’Assemblée.
Sur le plan militaire, dès le 18 mai, la situation est devenue si catastrophique que Lafayette, ainsi que les autres généraux, passant outre aux ordres du ministère, déclarent l’offensive impossible et sollicitent le roi, pour demander la paix. Une trêve de trois mois est conclue. Cependant, les Jacobins, hors et dans l’Assemblée, redoutent surtout que La Fayette et ses amis, plus soucieux de ce qui se passe à Paris que sur les théâtres des opérations militaires, ne marchent sur la capitale grâce à la neutralité bienveillante des Autrichiens.

#### Perte de crédibilité de la famille royale
Sous la poussée populaire, la politique de l’Assemblée législative se durcit et, après les premiers jours de guerre, plus personne ne croit dans la loyauté de Louis XVI ni dans celle de la reine, dont chacun soupçonne le double jeu, aussi, désormais, le terme de « Comité autrichien » désigne le pouvoir exécutif. Quoique la guerre ait été votée par une immense majorité du Corps législatif, les députés Girondins, ses promoteurs, se retrouvent en fâcheuse posture.
Ces derniers, par le retour à une politique d’intimidation qui leur avait été si profitable le 15 mars précédent, attaquent violemment la Cour, les aristocrates et les prêtres réfractaires, qu’ils soupçonnent de souhaiter la victoire de l’ennemi mettant ainsi en garde les contre-révolutionnaires et indirectement le roi. Ils réussissent à entraîner la majorité de leurs collègues de l’Assemblée à voter un train de mesures générales de précaution et de défense sous la forme de trois décrets :
- Celui du 27 mai 1792 prévoit de déporter les prêtres réfractaires perturbateurs sur simple plainte de vingt citoyens actifs d’un canton[161].
- Celui du 29 mai prévoit le licenciement des 6000 hommes de la garde du roi jugés hostiles à la Révolution[161].
- Celui du 8 juin suivant prévoit la formation sur Paris d’un camp de 20 000 gardes nationaux (Fédérés). Cette force, prise parmi les éléments les plus avancés de chaque région, doit couvrir Paris et, éventuellement, résister à toute tentative des généraux factieux[169].

#### Veto royaux de juin 1792
Le 11 juin suivant, profitant des désaccords entre généraux et ministres ainsi que des divisions de l’Assemblée, Louis XVI informe le pouvoir législatif qu’il refuse de sanctionner les décrets du 27 mai, sur les prêtres réfractaires, et du 8 juin, sur le camp des fédérés. Devant la protestation de Roland, le ministre de l’Intérieur, qui le somme de retirer son veto, le roi congédie « le ministère Jacobin » et forme un nouveau cabinet avec des Feuillants anonymes. L’Assemblée, s’élève contre la décision royale et décrète, à une grande majorité, que les ministres révoqués emportent les regrets de la nation.
Le 17 juin, par représailles, et sous la poussée girondine, le Corps législatif fait nommer une Commission extraordinaire de douze membres pour surveiller les nouveaux ministres Feuillants et les obliger à paraître tous les jours à la barre afin qu’ils rendent compte de leurs opérations.
Cependant, malgré tous les conseils, le roi refuse de revenir sur sa décision et la colère gronde dans les milieux révolutionnaires. C’est dans ces circonstances que, le 18 juin, Lafayette, stationné aux frontières, envoie une pétition véhémente à l’Assemblée pour dénoncer l’anarchie entretenue par les Jacobins en sommant le Corps législatif de briser le mouvement démocratique. L’effet produit est désastreux et le général se trouve aussitôt attaqué par les élus de gauche, ce qui contribue à achever la mobilisation des sans-culottes contre le pouvoir royal.
Le 19 juin 1792, l’Assemblée décrète que les titres de noblesse déposés dans les archives publiques seraient brûlés.

#### Journée du 20 juin 1792
Cette « journée » est organisée par les révolutionnaires démocrates pour faire pression sur le roi, après son refus de sanctionner les décrets, le renvoi des « ministres patriotes » et la formation d’un ministère Feuillant. Au petit matin, plusieurs milliers de sans-culottes des faubourgs pénètrent armés dans la salle du Manège, où siège l’Assemblée, pour présenter leur pétition, puis se dirigent vers les Tuileries qu’ils envahissent. Malgré cela, le souverain, par son calme et sa tranquille bonhomie, retourne la situation en sa faveur et refuse de lever le veto ainsi que de reprendre les ministres révoqués.
L’intimidation ayant échoué, la manifestation tourne à la confusion de ses organisateurs et, en apparence, Louis XVI semble sortir vainqueur de l’affrontement. Toutefois, les patriotes, ayant pénétré aux Tuileries et dans l’Assemblée, ont compris que l’un comme l’autre ne sont pas réellement défendus et qu’il est désormais possible de renouveler la manifestation jusqu’à la déchéance du roi ou la dispersion du Corps législatif.
Le lendemain, l’Assemblée, prenant conscience des conséquences de la manifestation, interdit toute réunion de citoyens en armes à sa barre, puis, pour faire face aux nombreuses pétitions de loyalisme arrivant de Paris et de province pour condamner les excès de cette journée, ordonne des poursuites contre Pétion, le maire de Paris, ainsi que contre Manuel, le procureur général syndic, qui seront relevés de leur fonction le 6 juillet suivant. Dès lors, les Jacobins, dans et hors l’Assemblée, se trouvent sur la défensive ; mais les « sans-culottes » parisiens apparaissent désormais comme les maîtres de la France,.

#### «Coup d’État» manqué de Lafayette
Estimant les conditions favorables pour abattre ses adversaires démocrates, le général Lafayette abandonne ses troupes et se présente, le 28 juin, à la barre de l’Assemblée pour demander la fermeture des clubs et la punition des fauteurs de troubles du 20 juin. Sa popularité est encore telle qu’il est acclamé par la majorité des élus, ainsi, la motion de blâme, réclamée contre lui par la gauche pour abandon de poste, est repoussée par 339 voix contre 234.
Cependant, celui-ci est bien décidé à ne pas quitter Paris sans avoir réalisé le coup d’État qu’il projette. Mais ses principaux partisans du parti constitutionnel, qui n’ont pas plus de programme d’action que de conviction, manquent aussi de courage et, devant le danger, n’agissent pas en se reposant sur la Constitution alors que leurs chefs, Lafayette ou Duport, ne pensent qu’à la modifier à leur convenance,. D’autre part, beaucoup de bourgeois qui composent ce parti craignent la vengeance des émigrés en cas de victoire de ces derniers et n’osent pas s’engager.
Toutefois, à cette période, les Feuillants ne sont plus considérés comme un parti mais comme une cohue d’éléments disparates et opposés. Le 30 juin, délaissé par le roi, trahi par la reine, devant l’échec de son projet, le général regagne son armée. Suspect aux yeux des journaux populaires et des clubs, depuis l’Affaire du Champ-de-Mars, son action n’aura eu pour résultat que d’indisposer les patriotes et de l’isoler davantage.
À l’Assemblée, même si la conscience du péril est extrême, les rancunes et les clivages politiques demeurent entiers car la droite et les Constitutionnels sont effrayés à l’idée de voir les Jacobins renverser la monarchie ; la gauche craint que Lafayette et ses partisans ne s’emparent du pouvoir.

#### Patrie en danger (11 juillet 1792)
À l’intérieur, la résistance du roi pour maintenir son veto encourage les contre-révolutionnaires alors qu’à l’extérieur, les Autrichiens puis les Prussiens — pour ces derniers entrés en campagne le 6 juillet — accentuent progressivement leur pression en s’avançant vers la frontière. Devant le danger d’invasion, les députés votent une série de décrets :
- Celui du 1er juillet, qui place la publicité des séances des corps administratifs sous la surveillance des sociétés populaires qui occupent les tribunes[note 57].
- Celui du 2 juillet, qui tourne le veto royal (sur le décret du 8 juin dernier) en autorisant les fédérés à se rendre à Paris pour la fête du 14 suivant[197].
- Celui du 11 juillet, qui décrète la Patrie en danger. Il justifie un ensemble de dispositions permettant de faire face aux évènements[199].

Cependant, même si, pour un temps, la déclaration semble satisfaire les différents groupes, celle-ci signe la défaite du parti Feuillant. À l’Assemblée, la Gauche, soutenue par les tribunes populaires, accuse le roi de favoriser les ennemis de la France et réclame que les ministres de la Guerre et de l’Intérieur soient décrétés d’accusation ; pris de peur, ces derniers démissionnent dès le lendemain. Mais, quoique ses ministres Feuillants l’aient abandonné, le roi, aux pouvoirs encore affaiblis par la procédure de la patrie en danger, demeure passif et attend l’entrée des Autrichiens et des Prussiens dans Paris, alors qu’en provenance de sociétés populaires, de municipalités et de départements, affluent à l’Assemblée des adresses menaçantes contre lui ; de toutes les régions du pays, des détachements de gardes nationaux font route vers Paris.
À cette période l’Assemblée vote deux nouveaux décrets :
- Celui du 18 juillet qui décrète que la Commission des douze sera portée à vingt et un avec les suppléants[note 60].
- Celui du 25 juillet qui décrète que les sections peuvent siéger en permanence.

### Renversement du trône (seconde Révolution - début de la Première Terreur - 10 août 1792)

#### Assemblée très divisée
Dès le 23 juillet, des proclamations demandant la déchéance du roi parviennent à la salle du Manège afin de décider d’une Convention nationale qui réviserait la Constitution en convoquant les assemblées primaires. Toutefois, la grande majorité du Corps législatif demeure royaliste constitutionnel, s’opposant de fait à la déchéance ou même à la suspension du roi qui lui est proposée et certains députés Girondins, même s’ils ne sont pas opposés à cette dernière proposition, la considèrent prématurée.
Ainsi, malgré les nombreuses pétitions, qui leur arrivent des sans-culottes au travers des clubs, et la pression des députés de gauche, l’Assemblée refuse de voter la mise en accusation de Lafayette par 406 voix contre 224. Ce scrutin achève de ruiner son crédit auprès des sections parisiennes ; mais, pour les Girondins, qui forment la gauche du Corps législatif depuis le début de la législature, leur attentisme face à la suspension du roi les coupe des forces populaires à un moment décisif de la Révolution.
Le 1er août, Paris prend connaissance du manifeste de Brunswick dont l’effet, désastreux pour le roi, fait basculer les hésitants contre lui : dès lors, le dénouement de la crise ne peut passer que par sa déchéance ou sa déposition. Le lendemain, les fédérés marseillais viennent à l’Assemblée réclamer la déchéance du roi. Pourtant, les députés éludent la question pendant une semaine et, le 9 août au soir, le Corps législatif lève la séance sans avoir pris aucune décision. L’Assemblée demeure sourde à l’insurrection populaire qui se prépare au vu et au su de tous.

#### À l’Assemblée le 10 août 1792

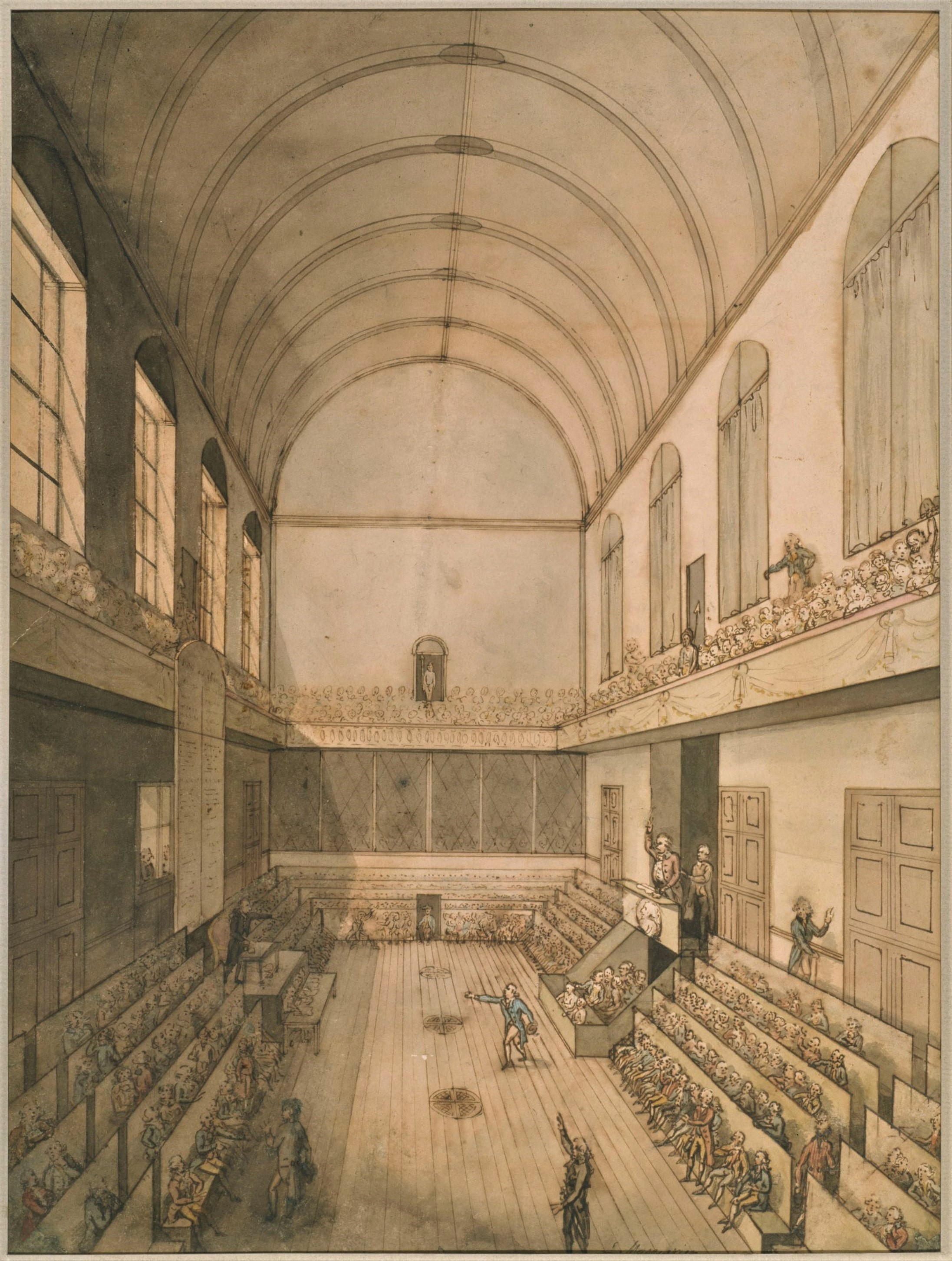
Vue de l'Assemblée nationale législative siégeant dans la salle du Manège le 10 août 1792.

De ce fait, l’insurrection est dirigée autant contre elle que contre le roi. Minutieusement organisée, la journée du 10 août débute dans la nuit du 9 au 10 août, par la formation d’une Commune insurrectionnelle à l’Hôtel de ville de Paris après la dispersion de la Commune légale. L’assaut, lancé dès le matin contre le château, se termine par la victoire des insurgés en fin de matinée, mais le roi, avant le début de l'attaque, s’est placé sous la protection de l’Assemblée, .
À l’Assemblée, les députés, même s’ils ne sont pas dans la confidence, s’attendent à un coup de force des fédérés et des sections sur les Tuileries . À minuit, quand retentit le tocsin du faubourg Saint-Antoine et des Cordeliers, signal convenu du début de l’action, une soixantaine d’élus se dirige vers la salle du Manège. Ignorant tout de ce qui se passe pendant la nuit, ils s’adonnent à des travaux parlementaires. À sept heures, la séance du matin est ouverte pour les deux cents élus présents, à majorité girondine, et en fin de matinée ils apprennent que la Commune insurrectionnelle a pris le pouvoir.
La salle du Manège étant située près des Tuileries, les députés entendent le bruit des canons, la mitraillade et les cris des combattants ; l’heure avançant, ils comprennent que la victoire est en train de basculer du côté des forces populaires et n’hésitent pas à s’y rallier, en votant un décret disposant que :
- L’Assemblée nationale met sous la sauvegarde du peuple de Paris la sûreté des personnes et des propriétés.

La victoire acquise, une délégation de la Commune insurrectionnelle de Paris se présente à l’Assemblée, pour discuter, au nom du peuple, des mesures à prendre pour le salut public.

#### Situation inédite
La victoire des insurgés a engendré une situation entièrement nouvelle ; l’Assemblée législative se trouve dans une position ambiguë car, deux jours plus tôt, sa majorité monarchiste a soutenu Lafayette et, la veille, a escamoté, dans son ensemble, la demande de déchéance du roi. Néanmoins, elle demeure en place et est la seule institution à détenir le pouvoir légal. Elle profite de cette position pour essayer de regrouper, en sa faveur, les autorités et les citoyens. Ainsi, l’Assemblée seule au pouvoir en présence du peuple, s’appuyant sur les travaux de la Commission des vingt-et-un, décrète que :
- Le roi est suspendu provisoirement et sera détenu au palais du Luxembourg.
- Le peuple français est invité à élire une Convention nationale qui, seule, pourra décider du sort du roi et d’une nouvelle Constitution.
- Les nouveaux ministres seront nommés par l’Assemblée nationale hors de son sein.
- Tous les Français âgés d’au moins 25 ans sont désormais électeurs[note 65].
- Les décrets votés auront force de loi sans la sanction royale.

Les ministres Feuillants du roi ayant été limogés, le 11 août, l’Assemblée forme alors un nouveau ministère qu’elle nomme Conseil exécutif provisoire.
Les députés Girondins, se trouvant alors majoritaires à l’Assemblée, font élire Danton, le tribun populaire des Cordeliers — acte politique nécessaire pour légitimer la victoire du peuple de Paris — ministre de la Justice par 222 voix contre 284 votants, puis Lebrun-Tondu aux Affaires étrangères, Gaspard Monge à la Marine et, sans scrutin, les élus rappellent au Conseil les trois ministres « patriotes » chassés par Louis XVI le 11 juin : Roland, Clavière et Servan,. Réuni le 13 août, ce Conseil se voit attribuer le 15 « toutes les fonctions de la puissance exécutive » mais sans le veto.

#### Un pouvoir parallèle: la Commune insurrectionnelle
Privée d’une partie de ses membres — les Feuillants ont disparu et une portion des modérés n’assistent qu’occasionnellement aux séances — l’Assemblée siège en permanence. Si cette dernière détient encore le pouvoir légal, cette seconde Révolution s’est faite sans elle, mais aussi contre elle. Ainsi, aux yeux de beaucoup de patriotes parisiens et de fédérés, l’Assemblée est aussi coupable que le roi. De ce fait, la délégation d’insurgés qui vient le matin du 10 août, après la prise du château, persuadée de représenter la légitimité révolutionnaire, lui signifie en quelque sorte son congé ,,.
La nouvelle Commune, par le nombre de ses membres qu’elle porte à 288, veut devenir une assemblée presque aussi imposante que la législative alors que cette dernière affecte, de son côté, de considérer ce nouveau pouvoir autoproclamé comme provisoire, tout en admettant que la Commune insurrectionnelle a une fonction officieuse à jouer.
Dès le 10 août, la Commune victorieuse exerce à Paris la réalité du pouvoir ; rien n’empêche plus la confrontation directe entre le peuple et ses représentants. Maîtresse de Paris, celle-ci élimine les opposants des sections, destitue le Département, réforme la garde nationale et muselle la presse. Ainsi, dès le 11 août, la Commune peut se retourner contre un pouvoir légal affaibli et docile qui transforme, presque sans opposition en décrets, les arrêtés décidés par celle-ci, en n’hésitant pas à renier les siens propres — comme pour le transfert de la famille royale du Luxembourg au donjon du Temple — que lui impose la Commune. La création du tribunal d’exception du 17 août, chargé de juger les « conspirateurs », est obtenue de la même façon.
Cependant, ici ou là, on prend ombrage de sa puissance et sa marge de manœuvre se trouve étroite car, d’une part, ce nouveau pouvoir doit maintenir la pression à un niveau élevé pour éviter d’être taxé de « modérantisme » et, de l’autre, confronté aux réalités administratives journalières de la capitale, celui-ci retrouve les gestes normaux d’une autorité publique.
À la fin du mois d’août, l’Assemblée législative, profitant de la révocation par plusieurs sections des commissaires que la Commune a nommés lors de la journée du 10 août, tente une contre-offensive en contestant la destitution et le renouvellement du Département. Fort de ces divisions, le Corps législatif, ordonne le 30 août suivant, le renouvellement de celle-ci. Toutefois, la Commune, arguant de sa légitimité octroyée par le peuple, réduit à néant les exigences du pouvoir légal. Mais, même si — pour tenter d’imposer définitivement son autorité — l’Assemblée rappelle qu’il n’appartient qu’à elle de « changer l’ordre des pouvoirs établis par la Constitution » l’atmosphère, lourde de rumeurs, de complots et de trahisons, que permet le péril extérieur, adroitement entretenues, rend dans cette période la Commune intouchable. 
Une mesure toutefois a été décrétée le 11 août en parfaite osmose entre les deux pouvoirs : l'abrogation des primes annuelles accordées depuis 1784 par la Monarchie aux armateurs trafiquants d'esclaves. Cette mesure fut réclamée dans la nuit du 9 au 10 par la délégation municipale conduite par Pétion. Elle recoupait une motion d'abolition de la traite des Noirs réclamée le 10 avril par Condorcet et Pastoret anciens membres, comme Pétion, de la Société des Amis des Noirs qui avait inséré en 1788 cette mesure dans son programme. La suppression de ces primes constituait également pour le mouvement populaire grandissant des taxateurs un progrès dans sa lutte contre les classes privilégiées. Finalement la révolution de l'été 1792 n'ignorait pas à la différence de la précédente révolution de l'été 1789, la question de l'esclavage négrier.

### Fin de la Législative

#### L’Assemblée face aux événements de septembre 1792
La chute du trône n’a en rien conjuré les périls qui menacent le pays. La guerre, un temps suspendue, reprend, alors que La Fayette, après avoir vainement tenté de retourner son armée contre la capitale, passe à l’ennemi le 19 août. Ce même jour, les prussiens, entrés en guerre aux côtés de l’Autriche en juillet dernier, franchissent la frontière et le 23 suivant enlèvent la place de Longwy presque sans résistance. Une semaine plus tard, ils investissent Verdun tandis que Thionville est prise par les autrichiens. Quand Verdun tombe, le 29 août 1792, la route de Paris est ouverte. La précipitation de ces évènements accroît le sentiment de conspiration et de trahison dans la Capitale.
Devant ces circonstances dramatiques, la masse des Parisiens est gagnée par la fièvre ; le 28 août, cédant une fois de plus devant la Commune, l’Assemblée législative autorise les visites domiciliaires. De ce fait, de nombreux suspects arrêtés remplissent les prisons ; dans le même temps, des affiches incitent les patriotes à purger tous les lieux de détention de Paris. Quand la nouvelle de la prise de Verdun parvient à Paris, la peur dégénère alors en un délire de violence collective et, avec le 2 septembre, commence dans les prisons l’exécution, sans jugement, de tous ceux qui, à tort ou à raison, sont considérés comme des contre-révolutionnaires.
À cette période, la Législative finissante est composée par les Girondins et leurs alliés. L’ancienne majorité, devenue minoritaire, n’a plus la parole et les Feuillants, traqués, ne viennent plus aux séances. La responsabilité de l’Assemblée se confond alors avec celle de la Gironde. Cependant, l’action politique concrète devient le domaine presque exclusif de la nouvelle Commune de Paris.
Si le Corps législatif n’est pas très efficace pour arrêter les massacres qui s’opèrent dans les prisons, l’action de ses représentants ne l’est guère plus et se solde, le 3 septembre, par le vote de quelques textes symboliques comme la proclamation proposée par la Commission extraordinaire à l’adresse des volontaires, ou le décret Gensonné qui, assorti d’un serment, doit éviter la prolongation des désordres en demandant qu’on « rappelle le peuple à sa  dignité, à son caractère et à ses devoirs » ; une délégation est envoyée sur les lieux des massacres mais elle n’arrive pas à se faire entendre. La veille, quelques députés dépêchés à l’Abbaye se sont fait rabrouer par un attroupement de sans-culottes.
Le 6 septembre, le maire de Paris, Pétion, invité par l’Assemblée à s’expliquer sur les mesures prises pour arrêter les tueries, s’en sort par une pirouette et satisfait les députés qui ordonnent l’impression de son discours. En fait, à part l’envoi de quelques délégations impuissantes, rien n’a été fait pour interrompre les tueries. Cependant, pour les insurgés, l’Assemblée, très compromise pour ses faiblesses envers le roi et La Fayette, se trouve alors en guerre ouverte avec la Commune insurrectionnelle qu’elle vient de tenter de supprimer. Son choix se situe alors entre charger cette dernière de toutes les responsabilités, ou s’opposer à elle en risquant de se faire accuser de complicité avec les prisonniers considérés comme des contre-révolutionnaires. Consciemment ou non, l’Assemblée choisit la première solution,.
Après le 17 septembre 1792, alors qu’on parle à nouveau de se porter sur les prisons, les autorités sortent de leur léthargie et la Législative décrète — ce qui sera une de ses dernières interventions — que la Commune de Paris répondra sur sa tête du salut des détenus : les prisons sont alors très surveillées par la troupe.

#### Transmission des pouvoirs (fin de la Première Terreur – 21 septembre 1792)
Les élections pour la nouvelle Assemblée se déroulent pendant les massacres du 2 au 6 septembre. Les résultats sont, à Paris, tous favorables aux amis de la Commune insurrectionnelle . Le 19 septembre 1792, veille du jour où la Législative va se séparer, elle vote un décret : il s’agit d’une « Adresse aux français » demandant aux parisiens d’assurer la protection des députés. Le texte est adopté à l’unanimité du Corps législatif  qui obtient, la veille de sa dissolution, que la Commune soit renouvelée intégralement.
Le 20 septembre au matin, l’Assemblée législative tient sa dernière séance et avant de se séparer, vote ses ultimes décrets :
- l’état civil laïc sera tenu par les municipalités,
- le divorce est autorisé[238].

En fin d’après midi, réunis à huis clos, au palais des Tuileries, 371 membres de la nouvelle Convention procèdent à la vérification des pouvoirs et à l’élection du bureau. Ce même jour, le général Dumouriez, qui commande l’armée française, arrête les Prussiens à Valmy. Le lendemain 21, on procède à la passation des pouvoirs et, vers midi, douze députés font connaître à la Législative que la Convention est constituée.

## Œuvre
Ses principaux actes sont :
- 8 novembre 1791 : les émigrés sont déclarés coupables de conspiration, poursuivis comme tels, et punis de mort s'ils ne rentraient avant le 1er janvier 1792 ;
- 24 mars 1792 : dans les colonies, les hommes de couleur libres accèdent à la citoyenneté et deviennent les égaux des Blancs ;
- 4 avril 1792 : Louis XVI sanctionne le décret législatif du 24 mars ;
- 20 avril 1792 : déclaration de guerre à l'empereur François II. Voulue aussi par la cour – Louis XVI comptait sur les échecs militaires pour reprendre en main le pays – la déclaration de guerre à l'Autriche, votée à l'unanimité moins sept voix, inaugura sous l'Assemblée législative un conflit qui devait durer, avec de courts répits, 23 ans, jusqu'à la bataille de Waterloo (18 juin 1815) ;
- 26 mai 1792 : déportation des ecclésiastiques qui refusent de se soumettre à la constitution civile du clergé ;
- 11 juillet 1792 : la patrie est déclarée en danger. Dès lors, les séances de l'assemblée doivent être permanentes, toutes les municipalités et tous les conseils de district et de département doivent siéger sans interruption, toutes les gardes nationales doivent être mises en mouvement.
- 10 août 1792 : le roi est suspendu de ses fonctions, et une nouvelle assemblée, élue au suffrage universel, est convoquée sous le nom de Convention nationale. Cette résolution fut votée après les journées révolutionnaires du 20 juin 1792 et surtout du 10 août 1792.